# Бояринцев, Митрофан Иванович
Митрофа́н Ива́нович Боя́ринцев (29 ноября (11 декабря) 1894 — 17 сентября 1971) — участник Белого движения на Юге России, полковник 1-го Корниловского ударного полка.

## Биография
Из крестьян. Уроженец Путивльского уезда Курской губернии. В 1912 году окончил Рыльскую гимназию и поступил на физико-математический факультет Харьковского университета.
С началом Первой мировой войны поступил в Киевское военное училище, по окончании ускоренного курса которого 1 февраля 1915 года был произведен в прапорщики. 20 января 1916 года переведен в 5-й пехотный Калужский полк, а 21 января того же года произведен в подпоручики. За боевые отличия был награжден несколькими орденами, в том числе орденом Св. Анны 4-й степени с надписью «за храбрость». Среди прочего, участвовал в Луцком прорыве. Произведен в поручики 12 июля 1916 года, в штабс-капитаны — 27 октября 1916 года. Был командиром батальона.
С началом Гражданской войны вступил в Добровольческую армию. С сентября 1918 года — в Корниловском ударном полку, затем был командиром сотни 5-го Кубанского пластунского батальона. Во ВСЮР и Русской армии — вновь в 1-м Корниловском полку, вплоть до эвакуации Крыма. Был командиром роты, в 1920 году — командиром 3-го батальона названного полка. Произведен в полковники. На 18 декабря 1920 года — в 3-й роте Корниловского полка в Галлиполи.
В эмиграции во Франции. Занимался общественной деятельностью. После предательства Скоблина возглавил объединение корниловцев во Франции. В 1940—1941 годах сотрудничал в Комитете по организации представительства русской национальной эмиграции во Франции. После Второй мировой войны, в 1952 году был утвержден возглавляющим Объединение Корниловского ударного полка, издавал информационный бюллетень «Корниловец», организовал обще-корниловский фонд помощи. В 1958 году вошел в состав комиссии по восстановлению Галлиполийского памятника на кладбище Сент-Женевьев-де-Буа и устроил сбор средств на сооружение памятника среди корниловцев. Кроме того, сотрудничал в журнале «Военная быль», написал главу «Слава Русскому оружию!» для сборника «Луцкий прорыв: воспоминания к 50-летию великой победы» под редакцией Е. Э. Месснера.
В 1964 году уступил должность возглавляющего объединение корниловцев полковнику Левитову. Скончался в 1971 году в Русском доме Красного Креста в Шелле. Похоронен 21 сентября того же года на галлиполийском участке кладбища Сент-Женевьев-де-Буа. Его вдова Юлия Эдуардовна (1891—1976) была похоронена там же.

## Награды
- Орден Святого Станислава 3-й ст. с мечами и бантом (ВП 18.08.1916)
- Орден Святой Анны 4-й ст. с надписью «за храбрость» (ВП 21.08.1916)
- Орден Святой Анны 3-й ст. с мечами и бантом (ВП 7.09.1916)
- Орден Святого Станислава 2-й ст. с мечами (ВП 19.01.1917)

## Публикации
- Мои встречи с генералом Деникиным: (Из воспоминаний) // Часовой, № 318—1952.
- Слава Русскому оружию! // Луцкий прорыв: воспоминания К 50-летию великой победы / Е. Месснер. — Нью-Йорк: Всеславянское издательство, 1968.
- Воспоминания из 1-й мировой войны // Первопоходник, № 12. — 1973.
- Из истории войны 1914—1917 гг.: Десант в Румынию // Часовой, № 561. — 1973.
- Поход по Румынии // Часовой, № 562. — 1973.
- Запуск шпионов // Часовой, № 566/567. — 1973.